# Zygina spinosa
Zygina spinosa är en insektsart som beskrevs av Irena Dworakowska 1968. Zygina spinosa ingår i släktet Zygina och familjen dvärgstritar. Inga underarter finns listade i Catalogue of Life.